# Bienenstich

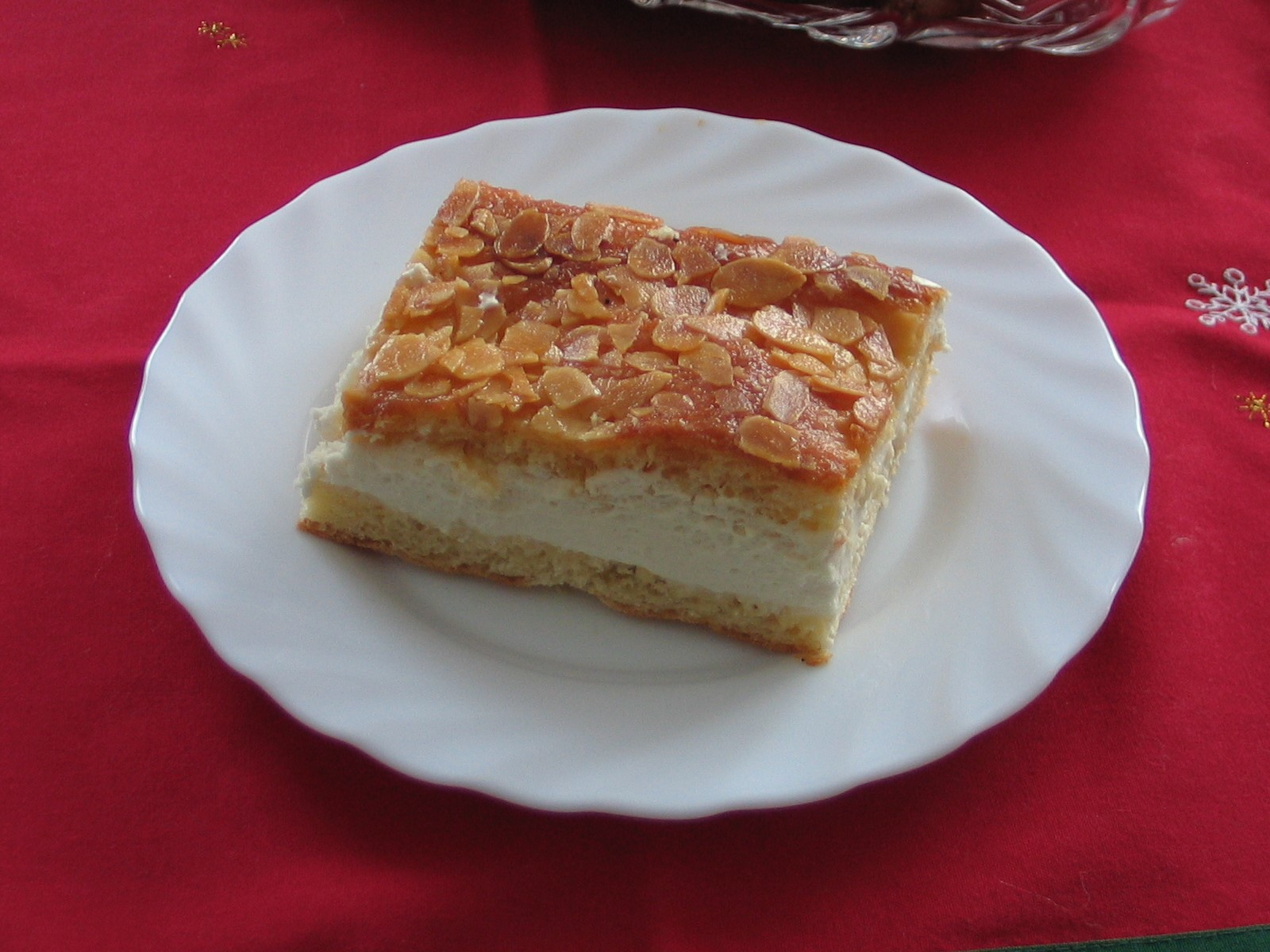
Bienenstich.

Bienenstich (en alemán: picada de abeja) es un postre tradicional alemán. Consiste de tres capas, siendo la primera una masa quebrada con levadura, la segunda un relleno de mantequilla, azúcar y crema de almendras y por último, la capa superior consiste nuevamente de una masa quebrada con almendras caramelizadas. 

## Preparación
Para obtener la masa quebrada se prepara una masa dulce con leche, mantequilla y azúcar y se la extiende en una bandeja de horno plana. Luego se prepara la masa de almendras cortadas en pequeños pedazos en la sartén con mantequilla y azúcar. Al enfriar, se la esparce sobre la masa quebrada. Tras haber sido horneada, se corta el bizcocho horizontalmente por la mitad y se rellena con la crema. 
Según las direcciones de preparación de dulces del Deutschen Lebensmittelbuch (instrucciones para la preparación de alimentos del Ministerio de Alimentos y Agricultura alemán), la crema del relleno del Bienenstich debe pesar al menos un 20% del peso total de la tarta.

## Origen
El origen del nombre Bienenstich no se encuentra claro. Una de las leyendas dice que en 1474 los habitantes de Linz am Rhein planeaban un ataque a la ciudad vecina de Andernach, ya que el Káiser les había prometido a los vecinos los impuestos del Rhein y por lo tanto quitado a la ciudad de Linz am Rhein. Sin embargo, en la mañana del ataque, dos aprendices de panadería recorrieron los muros de la ciudad de Andernach y comieron de los nidos de abejas que se encontraban allí. Cuando los dos aprendices avistaron a los habitantes de Linz am Rhein, les tiraron los nidos de abeja encima y estos asustados, tuvieron que huir tras ser picados por las abejas. Para festejar, el panadero de Andernach horneó junto a sus aprendices una tarta muy especial: el Bienenstich.
- Datos: Q338205
- Multimedia: Bienenstich / Q338205